# Rodrigo Sánchez Rodríguez
Rodrigo Sánchez Rodríguez (nascut el 16 de maig de 2000), conegut comunament com a Rodri ([ˈroðɾi]), és un futbolista professional espanyol que juga a l'Al-Arabi. Principalment un migcampista ofensiu, també pot jugar com a lateral.

## Carrera de club
Nascut a Talayuela, Càceres, Extremadura, Rodri va començar la seva carrera al CP Talayuela, i posteriorment va representar l'EF Navalmoral abans d'incorporar-se a La Fábrica del Reial Madrid el 2011. Després de passar la pretemporada amb l'equip, va ser cedit al CD Canillas durant un any abans d'incorporar-se a l'Atlètic de Madrid el 2012.
El juny del 2014, després d'un any al RCD Espanyol, Rodri es va incorporar a La Masia del FC Barcelona. Després de deixar el Barça el 2015, va passar un any al Deportivo de La Corunya abans d'incorporar-se a la formació juvenil del Reial Betis el 2016.
Rodri va debutar amb el filial el 26 d'agost de 2018, entrant com a substitut a la segona part en una victòria a casa per 3-0 contra el Conil CF de Tercera Divisió. Va marcar el seu primer gol com a sènior el 7 d'octubre, marcant el tercer en un gol de 8-0 contra el CD Gerena, i va renovar el seu contracte fins al 2022 el 27 de març següent.
Rodri va debutar amb el seu primer equip i a la Lliga el 7 de novembre de 2020, substituint Sergio Canales al final d'una derrota per 5-2 fora de casa contra el seu antic club, el FC Barcelona.
El 8 de setembre de 2024, Rodri va fitxar pel club Al-Arabi de la Qatar Stars League.

## Palmarès
Betis
- Copa del Rei: 2021–22[8]